# Личинка насекомых

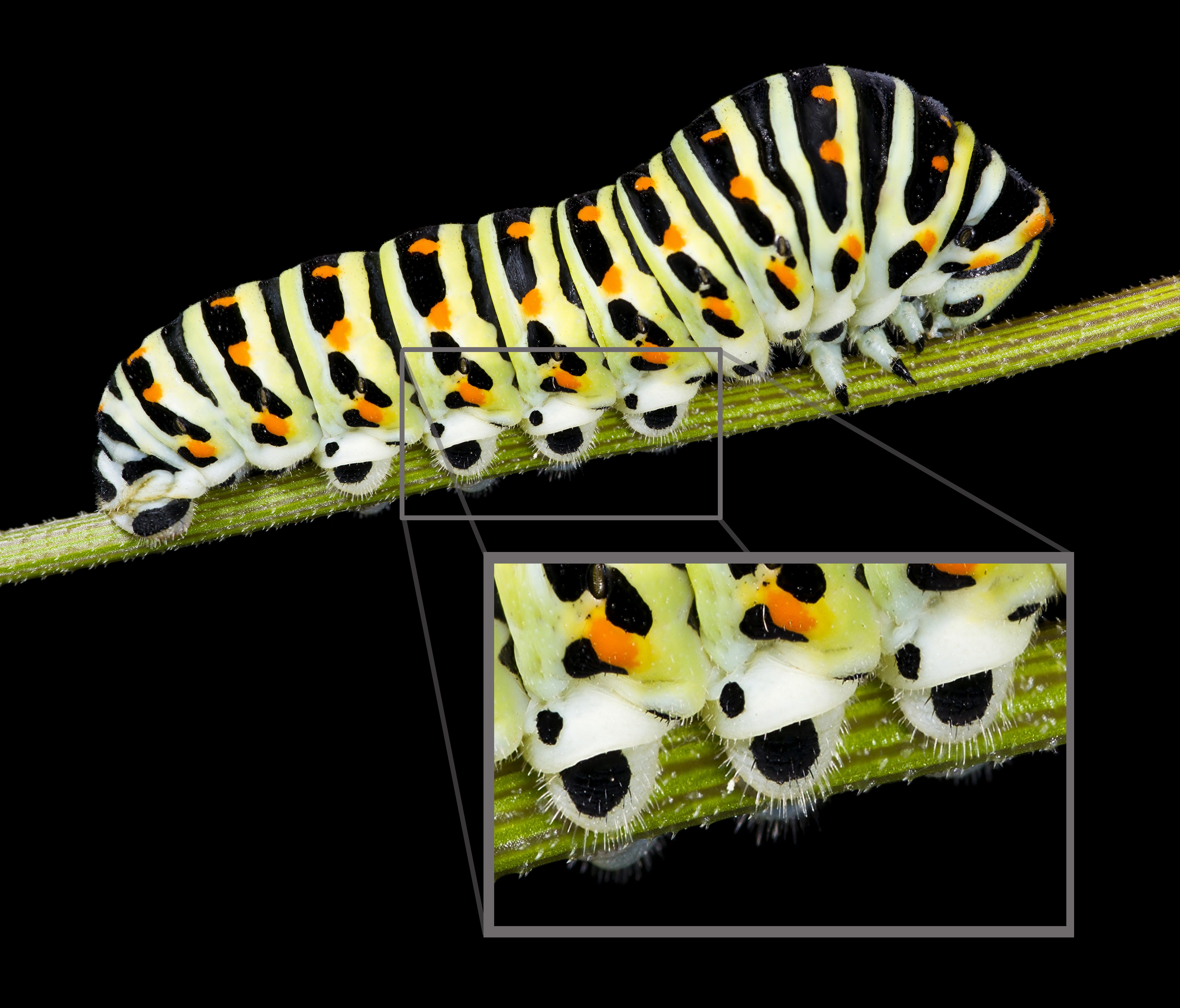
Гусеница махаона (Papilio machaon) — личинка бабочки. Хорошо виден полный набор грудных (три пары) и брюшных (пять пар) ног.

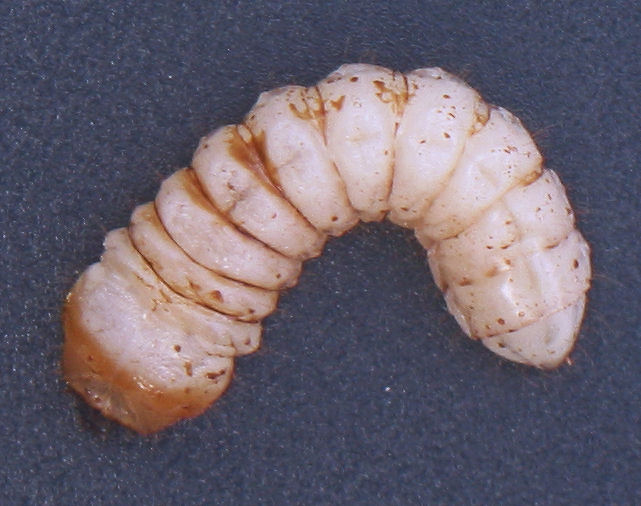
Личинка жука-усача.

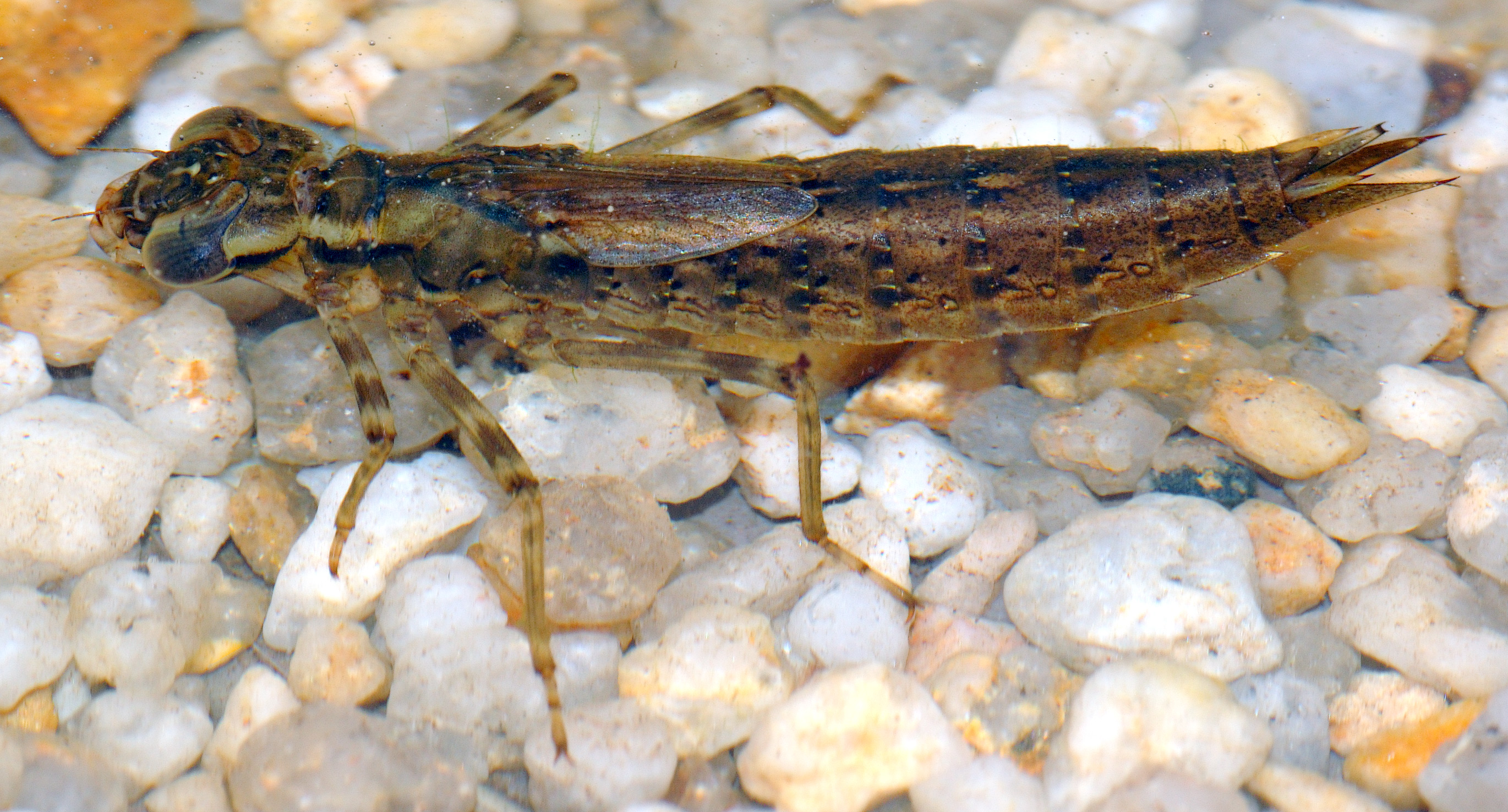
Подводная личинка стрекозы коромысло синее (Aeshna cyanea).

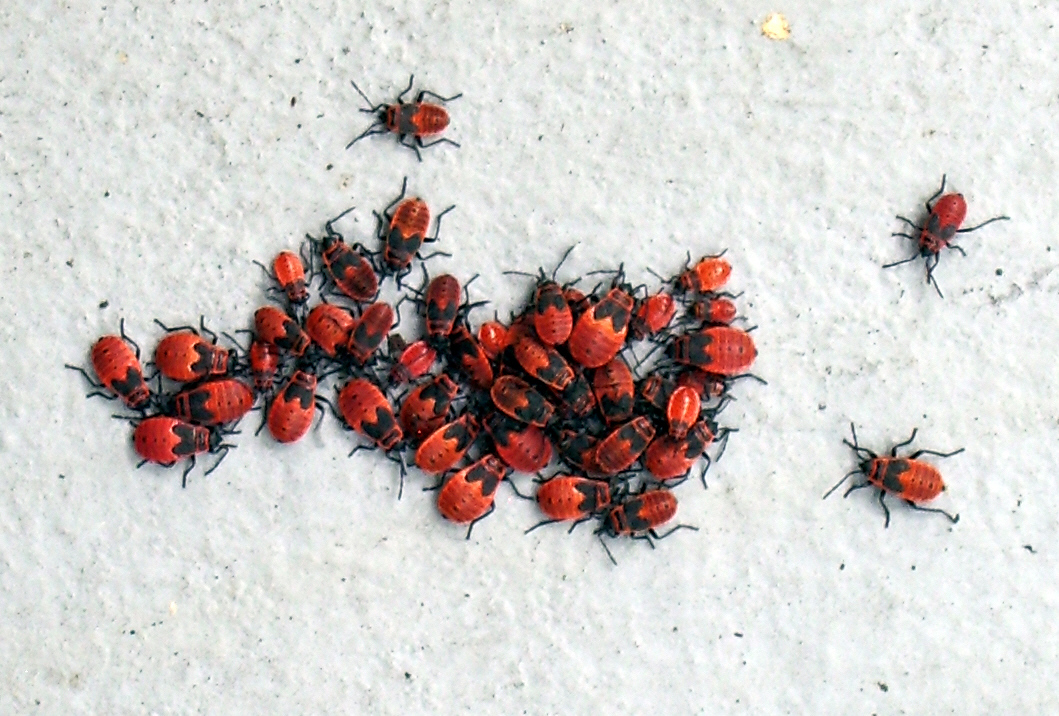
Скопление личинок клопа Pyrrhocoris apterus.

Личи́нка — фаза жизненного цикла насекомых. 

## Общая характеристика
У насекомых с неполным превращением личинки внешне похожи на взрослых насекомых и отличаются от них меньшими размерами, отсутствием или зачаточными наружными половыми придатками и крыльями. У насекомых с полным превращением личинки обычно имеют червеобразную форму тела и только имаго обладают всеми особенностями, характерными для отряда. У большинства видов насекомых с неполным превращением имаго и личинки ведут сходный образ жизни. Личинки насекомых весьма разнообразны, но могут быть сведены к 2 основным типам — сходным со взрослой особью и несходным; первые называются нимфами, вторые — истинными личинками. Нимфы сходны со взрослой стадией как морфологически, так и биологически: они живут обычно в той же среде, что и имаго, и сходно питаются. Истинные личинки резко отличаются от взрослых особей внешним видом, средой обитания и пищей. Именно таким личинкам для превращения во взрослое насекомое требуется стадия куколки. У некоторых водных насекомых превращение личинок в имаго проходит через промежуточную стадию — субимаго.
У нарывников наблюдается явление гиперметаморфоза с 5–6 и более фазами, которые представлены в виде дополнительных, особых личиночных стадий, непохожих на основную личинку и имаго. У нарывников рода Meloe и Mylabris данная дополнительная стадия называется триунгулин. Другим исключением является неотения, представляющая собой способность достигать половой зрелости и размножаться на стадии личинки.

## Линька
Процессы роста и развития личинок сопровождаются периодическими линьками — сбрасыванием кожной кутикулы, благодаря чему происходят увеличение размеров тела и его наружные изменения. Количество линек личинки различно у разных насекомых и варьирует от трёх (мухи и др.) или четырёх-пяти (многие прямокрылые, клопы, чешуекрылые и др.) до 25–30 у подёнок и веснянок. После завершения каждой линьки личинка вступает в следующую стадию своего развития, называемую «возраст». Количество линек соответствует числу личиночных возрастов.

## Типы истинных личинок
Истинные личинки существенно отличаются от имаго своим внешним видом, отсутствием сложных глаз и наружных зачатков крыльев, а также однородностью сегментов тела, без четкого разделения на грудь и брюшко. Личинки этого типа свойственны только насекомым с полным превращением.
Выделяют следующие типы истинных личинок.
- Камподеовидные — подвижные личинки, обычно темноокрашенные, с плотными покровами и тремя парами грудных ног; также отличаются хорошо обособленной прогнатической головой: жужелицы, плавунцы и др., сетчатокрылые, некоторые ручейники, острохвосты.
- Червеобразные — обычно малоподвижные, порой светлоокрашенные личинки; лишенные брюшных и грудных ног (двукрылые, многие перепончатокрылые: наездники, пчелы, осы, муравьи и прочие, жуки-долгоносики и некоторые другие жуки) либо имеют три пары коротких грудных ног (многие жуки).
- Гусеницеобразные или эруковидные — умеренно подвижные личинки, обладающие тремя парами грудных ног и 2–8 парами коротких брюшных ног: личинки скорпионниц, гусеницы бабочек, ложногусеницы пилильщиков.